# ستيوارت فليتوود
ستيوارت فليتوود (بالإنجليزية: Stuart Fleetwood)‏ هو لاعب كرة قدم بريطاني في مركز الهجوم، ولد في 23 أبريل 1986 في غلوستر في المملكة المتحدة. شارك مع منتخب ويلز تحت 17 سنة لكرة القدم ومنتخب ويلز تحت 21 سنة لكرة القدم. أما مع النوادي، فقد لعب مع برايتون أند هوف ألبيون وتشارلتون أثلتيك وساتون يونايتد وفوريست غرين وكارديف سيتي ونادي أكرينغتون ستانلي ونادي إكزتر سيتي ونادي تشيلتنهام تاون ونادي لوتون تاون ونادي هيرفورد.

## وصلات خارجية
- ستيوارت فليتوود على موقع قاعدة بيانات كرة القدم.إي يو (الإنجليزية)
- ستيوارت فليتوود على موقع Soccerbase.com (لاعب) (الإنجليزية)
- ستيوارت فليتوود على موقع Soccerway.com (الإنجليزية)